# Giuseppe Fabbrini (compositore)
Giuseppe Fabbrini (Colle Val d'Elsa, ... – Siena, 20 novembre 1708) è stato un compositore e organista italiano.

## Biografia
Nativo di Colle Val d'Elsa studiò a Roma. Fu organista del duomo di Siena dal 1671 al 1681. Si trasferì a Roma, dove studiò con Bernardo Pasquini ed ebbe il posto di contralto nella cappella di San Giovanni dei Fiorentini dal dicembre 1681 a dicembre 1683.

Ritornato a Siena, dal 1685 assunse la carica maestro di cappella del duomo, mantenendola fino al 1704. Nel gennaio 1708, a causa dell'improvvisa scomparsa del suo successore Giuseppe Ottavio Cini, fu di nuovo riassunto come maestro di cappella, mantenendo il posto fino alla morte. 

Fu anche maestro di cappella del Collegio Tolomei, che dal 1676 era retto dai gesuiti.

Fu aggregato all'Accademia dei Rozzi con il nome di "Armonico". 
Morì il 20 novembre 1708 e fu sepolto nel duomo di Siena.

Compose diversi drammi per musica, tutti su libretto di Girolamo Gigli, rappresentati nel periodo carnevalesco al teatro del Collegio Tolomei di Siena fra il 1685 e il 1693. Nello stesso collegio furono eseguiti anche alcuni suoi oratori.
Numerose sue composizioni sacre si conservano nell'Archivio del duomo di Siena.

## Opere

### Drammi per musica
- La Geneviefa (G. Gigli), Siena, Collegio Tolomei (1685)
- La forza del sangue e della pietà (G. Gigli), Siena, Collegio Tolomei (1686)
- Lodovico Pio (G. Gigli), Siena, Collegio Tolomei (1687)
- L'Atalipa (G. Gigli), Siena, Collegio Tolomei (1688)
- La fede ne' tradimenti (G.Gigli), Siena, Collegio Tolomei (1689)
- La Giuditta di Baviera, Siena, Collegio Tolomei (1693)
- Prologo, intermedi e arie aggiunte al dramma per musica L'onestà negli amori di Alessandro Scarlatti (Pietro Filippo Bernini), Siena, Accademia dei Rozzi (1690)

### Oratori
- Il cielo, la terra, l'abisso, prostrati al nome ineffabile di Giesù (Giovanni Battista Filippo Lutti), Vienna, cappella imperiale (1680, eseguito di nuovo a Vienna nel 1689 col titolo Le glorie del nome di Giesù))
- La madre de' Maccabei (G. Gigli), Siena, Collegio Tolomei (1688)
- L'Atalia (Niccolò Forteguerri), Siena, Collegio Tolomei (1694)
- Il diluvio universale (G.M. Naselli), Siena, Collegio Tolomei (1695)